# 秋元裕美子
秋元 裕美子（あきもと ゆみこ）は、日本の漫画家。大阪府出身。

## 人物
大阪のミナミの街で放浪の似顔絵画家と出会ったのがきっかけで、似顔絵師を志すようになる。パワフルな浪速っ子キャラの持ち主でもある。そのキャラクターを生かし、流しのギター弾きならぬ「流しの似顔絵描き」として、マスコミに注目を浴びた。現在、似顔絵を色々な素材で表現する「似らすとれーしょん」という名称で、各地の文化センター等で教室開講している。又、湾岸戦争をニュースで知ったのをきっかけに、平和を考えるキャラクター・ピースケを絵描き仲間で作り、ピースケ展等を各地で開催している。尚、憲法9条を広めるために第九のメロディに9条を載せた「第九で9条」という歌を作り、大阪のメインストリートの御堂筋を毎月、パレードをしている。
新型コロナウイルス感染症の世界的流行 (2019年-)以後は反ワクチン、反マスクを主張して活動している。
2022年ロシアのウクライナ侵攻については、こういう見方もあるとして「ウクライナ市民を攻撃しているのはロシア軍ではなくてウクライナ軍だ」という記事を紹介している。

## 作品・作風
- 近年の目立った作品には、ブログに連載していた漫画『無防備マンが行く!』がある。
- クラウンレコードから笑福亭学光とのデュエット曲である「東京らんでぶう」をリリースした。